# Akia

„Sulili, syn Aminu, Kikkia, Akia, Puzur-Aszur, Szalim-ahum, Ilu-szuma - razem sześciu królów [których imiona zostały zapisane na] cegłach, (ale) których limmu nie zostali spisani/znalezieni”

Akia (Akia) – najprawdopodobniej jeden z najwcześniejszych władców miasta-państwa Aszur, panujący być może na przełomie XXI i XX wieku p.n.e.
Akia wzmiankowany jest w Asyryjskiej liście królów, która wymienia go jako 29 władcę Asyrii. Występuje on tam jako trzeci z tzw. „sześciu królów [których imiona zostały zapisane na] cegłach, (ale) których limmu nie zostali spisani/znalezieni”. Jako jego poprzednik wymieniany jest Kikkia, a jako jego następca Puzur-Aszur I, ale nie wiadomo czy chodzi tu o członków tej samej rodziny/dynastii. W kopiach B i C  Asyryjskiej listy królów jego imię brzmi tak samo: Akia (zapisywane A-ki-a). 
O władcy tym nie wspominają wprawdzie żadne inne zachowane źródła, ale niektórzy uczeni dopuszczają możliwość, iż mógł on być jednym z najwcześniejszych władców miasta-państwa Aszur. Panowanie jego i pozostałych pięciu władców wspomnianych w ustępie Asyryjskiej listy królów upróbuje umieszczać się w pięćdziesięcioletnim okresie pomiędzy ok. 2025 a ok. 1974 r. p.n.e. Ok. 2025 r. p.n.e., w kilka lat po objęciu tronu przez Ibbi-Suena, imperium III dynastii z Ur zaczęło się rozpadać i utraciło kontrolę nad swoimi obszarami peryferyjnymi, w tym nad miastem Aszur, tak więc Akia, jako niezależny władca miasta-państwa Aszur, panować mógł dopiero po tej dacie. Z drugiej strony panować on musiał przed ok. 1974 r. p.n.e., gdyż dopiero wówczas, wraz z wstąpieniem na tron Eriszuma I, wprowadzono w Aszur instytucję corocznie wybieranego urzędnika limmu (eponima), podczas gdy Asyryjska lista królów zalicza Akię do grupy wcześniejszych władców, za których rządów urzędnicy limmu nie byli jeszcze znani.